# Thomas Skidmore
 (novembre 2024).
Si vous disposez d'ouvrages ou d'articles de référence ou si vous connaissez des sites web de qualité traitant du thème abordé ici, merci de compléter l'article en donnant les références utiles à sa vérifiabilité et en les liant à la section « Notes et références ».
En pratique : Quelles sources sont attendues ? Comment ajouter mes sources ?
Thomas Skidmore (13 août 1790 - 7 août 1832) était un homme politique américain et un philosophe politique. Skidmore est surtout connu comme le cofondateur et le leader du Working Men's Party à New York, lors de sa première apparition à l'automne 1829. En raison de son "radicalisme excessif", il a été contraint par les modérés de quitter l'organisation après sa campagne électorale. Skidmore a ensuite fondé une autre organisation politique en 1830, connue sous le nom de Parti agraire.
Skidmore est l'auteur de trois livres, dont un traité politique de 1829, s'opposant aux idées de Thomas Jefferson, troisième Président des Etats-Unis : The Rights of Man to Property ! (Les Droits de l'Homme à la Propriété !) Cette œuvre présente la société comme étant composée de deux classes, une classe dirigeante possédante et une classe majoritaire sans propriété, inévitablement soumise à une sorte d’esclavage économique, rendant la véritable liberté impossible. Skidmore souhaitait également la mise en place d'une convention constitutionnelle, visant à abolir la dette, à mettre fin au droit d’héritage et à assurer une répartition équitable des biens productifs et personnels de la nation entre les citoyens.

## Biographie

### Premières années
Thomas Skidmore est né le 13 août 1790, dans la campagne du Connecticut, dans la ville de Newtown, située dans le comté de Fairfield. Instruit dès son plus jeune âge, Skidmore a commencé à enseigner à l'école locale à l'âge de treize ans. Jusqu'à ses 18 ans, Skidmore se déplace en parallèle de ville en ville à la recherche d'un emploi.
Après avoir enseigné, Skidmore s'est installé à Wilmington, dans le Delaware, puis à Philadelphie, pour s'essayer en tant qu'inventeur amateur. Il s'installe finalement à New York en 1819, où il passera le reste de sa vie. Après s'être marié en 1821, Skidmore travailla en ville comme machiniste, s'impliquant progressivement dans la politique syndicale.

### Carrière politique
En 1829, il devient une personnalité publique importante au cœur du nouveau New York City Working Men's Party, qui lutte pour une journée de travail de dix heures, l'abolition de la prison pour dettes, l'éducation publique universelle et l'élargissement du suffrage politique, entre autres.
Les idées politiques de Skidmore étaient radicales pour son époque et le mettaient en conflit avec d'autres membres du parti aux opinions plus modérées. Ses réflexions sur l'héritage et la redistribution figuraient en bonne place dans l'agenda du parti lors de la campagne électorale victorieuse de 1829, où le parti remporta 31 % des voix et élit deux législateurs d'État.
Skidmore se retrouve cependant isolé à la fin de l'année 1829, dépeint alors par ses comme trop radical. Cumulé à sa personnalité décrite par ses opposants comme arrogante et dissidente, Skidmore est alors exclu du parti. Il en fonde alors un nouveau, le Parti agrarien.
Le résultat des élections de 1830 fut un coup dur pour le New York City Working Men's Party ainsi que pour le Parti agrarien de Skidmore. Les deux partis sont alors rapidement absorbés par le Parti démocrate.

### Idées
Skidmore a publié trois livres durant le court intervalle entre son émergence en tant que personnalité politique en 1829 et sa mort prématurée à l'âge de 41 ans en 1832. Son premier livre est considéré comme le plus important : The Rights of Man to Property!
Influencé par la pensée la plus radicale issue de la Révolution française de 1789-1794, le livre de Skidmore constitue une forme de référence à la pensée de Thomas Jefferson concernant les « droits de l'homme ».
Précurseur de certains idées de Karl Marx et d’autres, Skidmore, dans son livre de 1829, décrivait le monde comme divisé en deux classes fondamentales, les propriétaires, et les non propriétaires.
D'après Skidmore, cette inégalité fondamentale est auto-entretenue, maintenant la majorité des citoyens dans une sorte d'esclavage économique dans lequel la véritable liberté n’était pas possible. Il pointe notamment du doigt le droit d'héritage.
Pour remédier à cet état de fait fondamentalement injuste, Skidmore plaide donc en faveur de la fin du droit d’héritage et d’une égalisation ponctuelle des biens entre les adultes. Il souhaite que toutes les propriétés de New York soient divisées et redistribuées, en parts égales, aux citoyens de New York. L’héritage privé serait aboli et la richesse du défunt serait mise en commun dans un fonds public, réservé, à l’avenir, aux jeunes lorsqu’ils atteindraient l’âge de 18 ans. À cet âge, tous les New-Yorkais hériteraient d’une généreuse somme d’argent, considérée comme leur droit de naissance, pour leur permettre de démarrer dans la vie d’adulte. Skidmore est ainsi précurseur de l'idée de revenu universel.
Pour mettre à bien cette réforme, Skidmore, à la différence de Marx, ne prône pas la lutte des classes et la révolution, mais la voie démocratique, en convoquant une convention constitutionnelle.
En plus de ses idées de redistribution, Skidmore prônait l'aide de l'État à l'éducation, l'abolition de la charité privée et l'élimination des banques et des chartes d'entreprise.

### Décès
Thomas Skidmore est décédé le 7 août 1832, à l'âge de 41 ans, lors de l'épidémie de choléra qui a ravagé la ville cette année-là.